# Volleyball Franches-Montagnes
Le Volleyball Franches-Montagnes est un club suisse de volley-ball fondé en 1991 et basé à Saignelégier qui évolue pour la saison 2022-2023 en Ligue Nationale A féminine.

## Historique
Le club est créé en 1991. En 1992-1993, il est promu en LNB[Quoi ?] puis en LNA[Quoi ?] en 1997-1998. Il est relégué en LNB la saison suivante puis de nouveau promu en LNA en 1999-2000. En 2008-2009, il est relégué en LNB avant d’être promu à nouveau en LNA la saison suivante.

## Palmarès
- Championnat de Suisse[3]
  - Finaliste : 2006.
- Coupe de Suisse[3]
  - Finaliste : 2005, 2012.
- Supercoupe de Suisse[3]
  - Vainqueur : 2004.
  - Finaliste : 2007.

## Historique des logos

Logo du VFM
logo de ZESAR-VFM